# Katonda
Nella mitologia del popolo africano Baganda (Uganda), Katonda è il dio creatore, padre delle altre divinità. Assume nomi e forme diverse a seconda delle funzioni che svolge: Kagingo ("il padrone della vita"), Lugaba ("il donatore"), Namuginga ("il modellatore"). È il giudice supremo della vita degli uomini, e interviene nella storia dell'umanità per mezzo dei suoi spiriti, i balubaale, che controllano ogni fenomeno terrestre.
Un giorno Katonda diede a Kintu un vaso da controllare ma questi non ubbidì e così vennero create la morte, le sofferenze e le malattie.